# Jaap de Boer
Pour les articles homonymes, voir de Boer.
 (octobre 2009).
Si vous disposez d'ouvrages ou d'articles de référence ou si vous connaissez des sites web de qualité traitant du thème abordé ici, merci de compléter l'article en donnant les références utiles à sa vérifiabilité et en les liant à la section « Notes et références ».
Jaap de Boer, de son vrai nom Bruno Bouteville, né le 6 juin 1959 à Barbezieux-Saint-Hilaire (Charente), est un dessinateur français de bandes dessinées.

## Biographie

### Jeunesse
Jaap de Boer vient à Paris avec ses parents et ses trois frères et sœurs en 1964. Il obtient le BEPC puis il suit un cursus en imprimerie. Il obtient un BEP à Montereau en Seine-et-Marne. Il s'inscrit en 1983 à l'école du Louvre et suit des cours, en auditeur libre, d'études comparés des mythologies. En 2008, il passe une licence en arts plastiques à l'université de Rennes.
Après quelques tentatives professionnelles peu concluantes, il décide de se lancer dans la bande dessinée.

### Débuts dans la bande dessinée
De septembre 1982 à janvier 1983, Jaap de Boer publie une parodie des aventures de Bernard Tapeur dans la Vie Ouvrière.
Il publie ensuite dans les années 1980 les aventures d'un petit Hun barbare, Kalitaï, aux éditions Miroir Sprint, Pif Gadget puis Super Hercule. Ces gags relookés et remaniés paraîtront plus tard dans le journal en langue bretonne Meuriad et en album chez Deirdre éditions en 2006. Toujours en 1987, il publie chez Fleurus presse les aventures de Sandy Bellaventure, un petit trappeur canadien confronté aux légendes indiennes.
En parallèle, Jaap de Boer travaille comme assistant photographe de charme. Tout au début des années 1980, il publie à la Pensée Universelle un ouvrage de poésies intitulé Larmes de sang sur mes ondines.
Coloriste un temps pour la série Percevan, Jaap de Boer travaille en 1985 sur une parodie érotique de Natacha l'hôtesse de l'air, intitulée Nathalie la petite hôtesse,, épaulé par le scénariste Joop Van Linden.
Seul, il continue à mettre en scène le héros de cet album dans Magali la petite infirmière en 1988 et Stéphanie la petite duchesse en 1989, scénarisées par Jean Léturgie et toujours aux éditions D6.
En 1989, les éditions Glénat lui confient les aventures de Bambou, bande dessinée tout public mettant en scène un avatar féminin d'Indiana Jones. Jean Léturgie en signe le scénario. Henri Filippini le classe parmi les cent meilleurs dessinateurs de femmes de la BD, dans son Encyclopédie la BD érotique parue aux éditions la Musardine en 1997  (ISBN 9782842710248).
Jusqu'en 1991, Jaap de Boer dessine plutôt pour des collectifs (Isterix chez Vents d'Ouest, Un autre monde chez Agorna, etc.)
Le magazine Hot Vidéo, spécialisée dans le X lui confie la réalisation des Aventures de Loola bi Bop, série de gags parue dans cette revue. Par ce biais, Jaap devient illustrateur d'autres magazines français ou étrangers (Glamour, Intrepida, Furioso, Pulsions magazines, Love Party, X mag, BD adult, BD X…). Jaap dessine alors sous divers pseudonymes près de 300 pages de BD pour adultes. Il a aussi dessiné du manga hentai sous le pseudonyme d'Obi Yamoto.
Boomerang éditions, situé près de Knokke en Belgique, lui commande des gags frivoles[réf. souhaitée]. Par ailleurs, Jaap de Boer en dessine presque 200 pour les revues flamandes Rooie Ohtres et Klin Deuil.

### Ouvrages médiévaux
Jaap de Boer décide d'abandonner la BD coquine. En 1994, il travaille pour des revues à thématique médiévale comme Histoire Médiévale ou Templarium pour lesquelles il fait quelques illustrations. L'éditeur breton Celtik éditions publie en 2005 deux ouvrages que Boer signe de son vrai nom : Traité de chevalerie : armes et armure et Traité de Chevalerie : les grands ordres de chevalerie.
Deirdre éditions, fondée en 2005 par Laurent Ringuet (le parrain de la fille de Jaap prénommée Deirdre), lui commande deux ouvrages d'illustrations sur les femmes dans les mythologies : Femmes et déesses celtiques et Femmes et déesses vikings. Les éditions Ouest France lui commandent une biographie en bande dessinée sur Guillaume le Conquérant : Pour l'honneur du Bâtard. Il adapte les récits wagnériens contant les mythologie germano-scandinaves dans Walkyries, Nornes.

### Enseignement
Jaap rejoint une école privée de dessin située à Nantes et Rennes où il donne des cours de BD ; il avait auparavant réalisé plus d'une centaine d'interventions dans les écoles primaires, lycées, collèges, facs, médiathèques et prisons. Il démissionner de l'école au bout de quelques années.
À 40 ans passés, il obtient un Master Arts plastiques à Rennes et donne aujourd'hui des cours par correspondance de façon privée ou sous le label d'une société spécialisée dans ce domaine.

### Contes de fées
En 2009, Jaap écrit des contes de fées dont le dessin est confié pour certains personnages à François Walthéry et Bruno Di Sano. Quatre livres sont parus. Un cinquième devait voir le jour en compagnie de Dean Yeagle, dessinateur de chez Walt Disney, mais le dépôt de bilan de l'éditeur empêchera ce projet.
Il signe un accord avec Inanna éditions pour un album d'aquarelles intitulé les secrets de Gérôme, prévu pour 2015, et Benjy Bellaventure, petit coureur des bois également tout en aquarelles. L'éditeur a publié un portfolio intitulé Les femmes de Jaap regroupant un travail à l'aquarelle de ses principales héroïnes.

## Publications

### Titres sous différents pseudonymes
- Dr Jekkyl et Mss Slicesous le pseudonyme de Jaap
- La Fille aux yeux rougessous le pseudonyme de Jaap
- La vie agitée de Blanche neige

### Bande dessinée
- Nathalie la petite hôtesse, Dessis, 1985, 30 p. (ISBN 978-2-86564-303-5)
- Magalie la petite infirmière, Dessis, 1988, 30 p. (ISBN 2-904869-05-1 (édité erroné), BNF 34994158)
- Bambou, Pile ou face au colombzuela=Paris, Grenoble, Glénat, 1990, 47 p. (ISBN 978-2-7234-1179-0 et 2-7234-1179-6)
- Istérix, Paris, Vents d'ouest, 1988, 46 p. (ISBN 2-86967-079-6, BNF 35104311)Collectif
- Un monde nouveau, Genève, Agorma, 1993, 84 p. (ISBN 978-2-88441-005-2 et 2-88441-005-8)Collectif
- Betty Page, Astrid, 1995, 47 p. (ISBN 978-2-38500-001-1 et 2-38500-001-6), réédition en 2011 avec des planches supplémentaires et un dossier en fin d'album (éditions La Musardine).
- Stéphanie la petite duchesse, Soleil Productions, 1996, 30 p. (ISBN 2-87764-505-3)
- Loola Bi Bop, gags Hot tension, Toulon, Soleil Productions, 1996, 30 p. (ISBN 2-87764-561-4)
- Le père noël dans ses petits souliers, Pictoris.Studio, 1997, 47 p.
- Mon Amérique à moiCollectif
- Gags gaillards, vol. 9, Arboris, 2000, 30 p. (ISBN 90-344-1078-1)
- Traité de chevalerie, armes et armure, Celtik Éditions, 2005, 48 p. (ISBN 978-2-9524326-0-3)
- Traité de chevalerie, les grands ordres, Celtik Éditions, 2005, 48 p.
- Femmes et déesses des mondes celtiques, Deirdre, 2006, 48 p. (ISBN 978-2-9524702-0-9)
- Femmes et déesses des mondes vikings, Deirdre, 2006, 40 p. (ISBN 978-2-9524702-1-6)
- Carnets de croquis, vol 1
- Carnets de croquis, vol 2
- 100 ans pour le RotaryCollectif
- Kalitaï le petit hun (ISBN 978-2-9524702-2-3 et 2-9524702-2-7)
- Guillaume le conquérant, pour l'honneur du bâtard, Rennes, Ouest-France, 2007, 42 p. (ISBN 978-2-7373-3960-8)
- Walkyries, vol 1, Nornes (ISBN 978-2-9524702-9-2)
- Walkyries, sketchbook
- Pin ups, vol 1, Betty
- Pin ups, vol 2, Danseuses
- Pin ups, vol 3, Guerrières
- Pin ups, vol 4
- Pin ups, vol 5, Les Fées
- Pin ups, vol 6, Jedda Thorris
- Pin ups vol 7, Marilyn
- Contes de fées, vol 1, Le bûcheron qui avait trahi sa parole (ISBN 978-2-9524702-5-4)
- Contes de fées, vol 2, L'enfant qui aimait les oiseaux (ISBN 978-2-918503-00-2)
- Contes de fées, vol 3, La petite fille battue (ISBN 978-2-918503-01-9)
- Contes de fées vol 4; la vengeance d'Answelna (ISBN 978-2-918503-02-6)

En 2011, Jaap de Boer sort consécutivement plusieurs ouvrages :
- La porte aux 4 motifs,  (ISBN 978-2-9530633-1-8) ouvrage pour jeunes, aux éditions Amélise. Un procès a eu lieu entre l'auteur et l'éditeur. L'album est détruit à part une centaine d'ouvrages.
- Betty Page : reine des pin-up[5], Paris, la Musardine, 2011, 61 p. (ISBN 978-2-84271-524-3), préface d'Henri Filippini aux éditions La Musardine (réédition de l'album de 1995, recolorisé et additionné d'un dossier Betty commenté par Jaap) puis édition d'un Artbook consacré à Betty Page intitulé Les dessous de Betty Page (2012, pas d'ISBN), collector luxueux tiré à 100 exemplaires accompagné d'une aquarelle et numéroté aux éditions Loubianka, puis réédition avec nouvelle couverture en 2013 (pas d'ISBN)
- Les Contes de L’âne, Évreux, l'Eure du terroir, 2011, 60 p. (ISBN 978-2-9533278-4-7) 3 pages thème.
- deux calendriers répertoires Pin-Up et Marilyn pour 2013
- Portfolio Les femmes de Jaap chez Inanna éditions.
- début 2014 : portfolio Pin un and american cars chez l'éditeur Idée Plus, spécialisé dans les automobiles et avions.
- série de couvertures pour l’éditeur Idées plus sur le thème des voitures :
  - La DS, la majestueuse  (ISBN 2916795596)
  - La 4L la populaire  (ISBN 2916795650)
  - La Traction, l'universelle  (ISBN 978-2-916795-75-1)
  - La 204, la lionne du bitume  (ISBN 978-2-916795-66-9)
  - Nationale 7 de Paris à Menton  (ISBN 978-2-916795-76-8)

Dans la série voiture, il publie chez un autre éditeur un ouvrage sur les voitures des années 1960-1970, Des souris et des chromes, qui a donné lieu à un procès entre l'auteur et l'éditeur.
Jaap publie quatre recueils de ses dessins dans la collection Pin up (petits tirages hors commerce) : Betty Page, Marilyn, Pin up and Car's et Orientales.
- Anastasia: Les secrets de Gérôme, le marché aux esclaves tome 1. éditions Inanna, 2015 juillet

### Romans
- Le gouffre des hurlements : Enquête à Brocéliande, Liv'editions, 1998, 192 p. (ISBN 978-2-910781-67-5)
- Larmes de sang sur mes ondines
- Mes tentatrices
- L'ondine oubliée : roman, Mariol, Éditions l'Encre parfumée de lys, 2015, 187 p. (ISBN 979-10-93245-04-1)
- Tueur de Fées
- Bill Bushmills, tomes 1 et 2
- Le djinn aux yeux bleus, Châteauroux, Inanna éditions, 2016, 161 p. (ISBN 978-2-9545593-5-3)

### Expositions
Jaap continue également ses expos d'aquarelles. Trois galeries exposent ses œuvres, l'une à Knokke, l'autre à Londres. Jaap a exposé à New York en janvier 2014, prés de Central Park, à Rome fin avril 2014 dans une galerie d'art, a exposé au musée de Vesoul ses planches d' Anastasia, autour du thème du peintre pompier Jean-Léon Gérôme dont il se sert pour ses albums.

## Récompenses
Il a eu le prix de la BD en 2001 au festival de Salbris, ainsi que le prix du concours Dessinator au festival BD de Saint Hilaire-du-Harcöet.
En 2010, il est invité d'honneur du festival de Beaumont en 2010. Il reçoit le prix Darth Vader au festival de Gisors en 2010, le prix Elvis en 2011, le prix BD de Gisors en 2012.

## Galerie

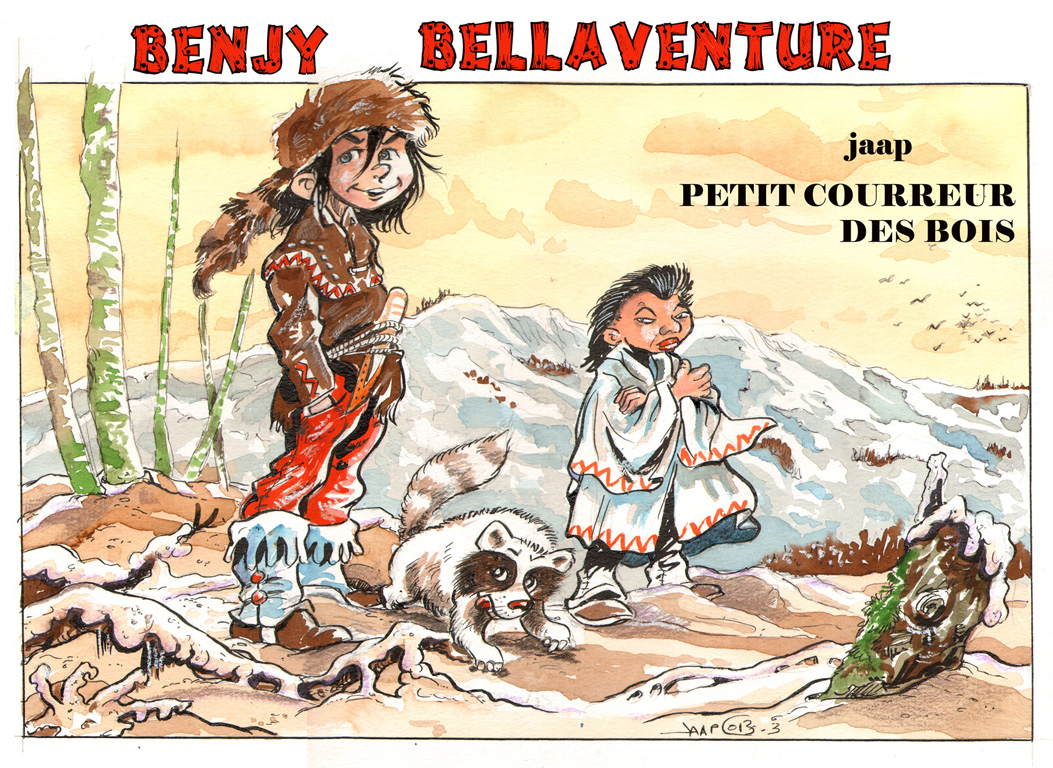
Projet retravaillé de Sandy, prépublié en 1987 aux éditions Fleurus, publié avec l'autorisation de l'auteur.
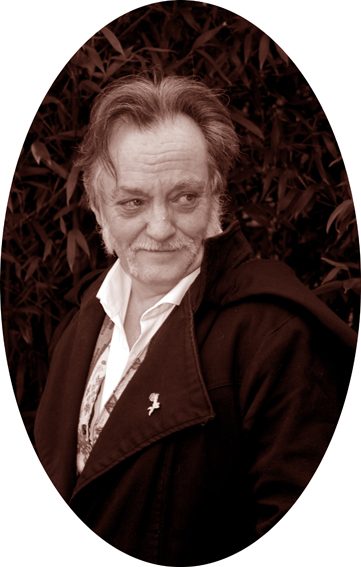
Jaap de Boer en 2018.
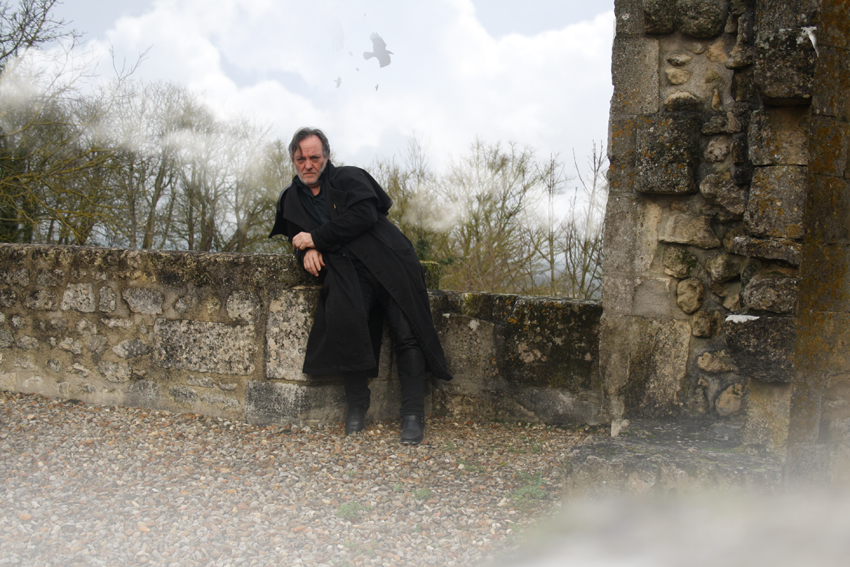
Jaap à Bouteville en Charentes, 2018.
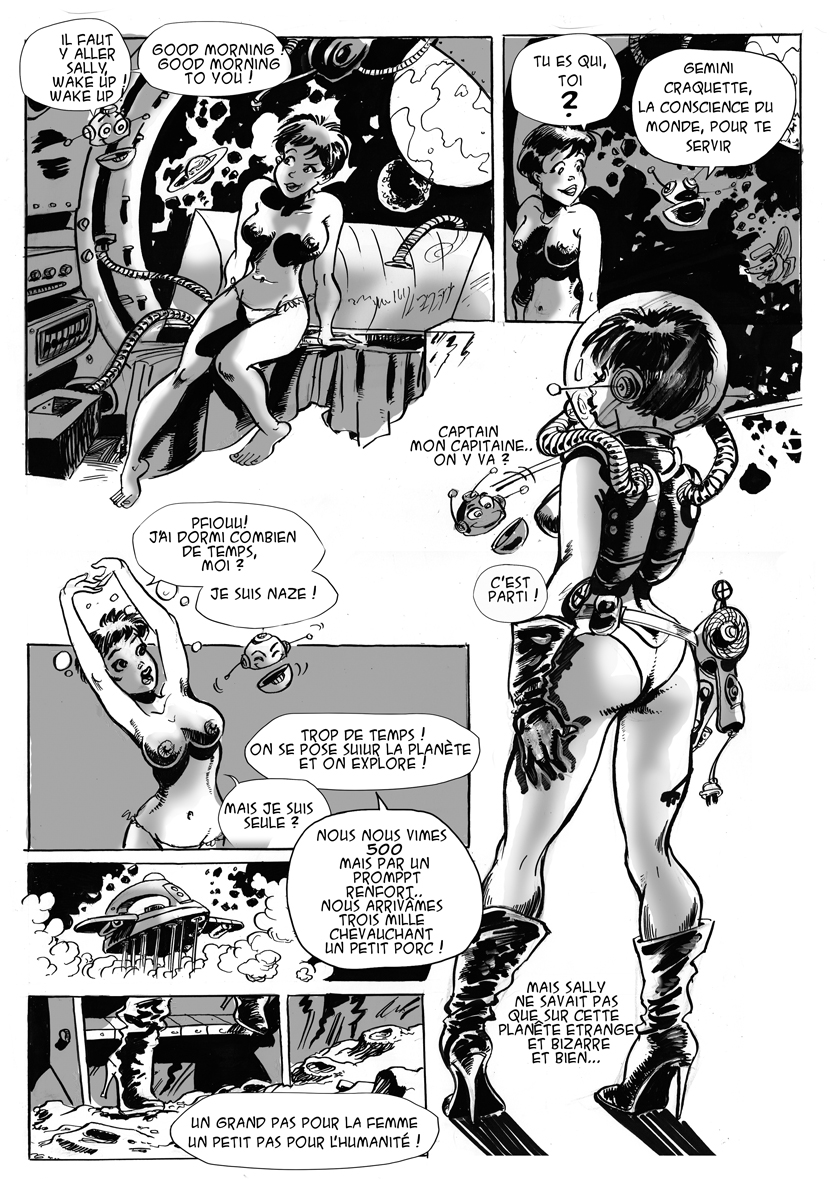
Sally Wood, hommage aux pulps des années 50.
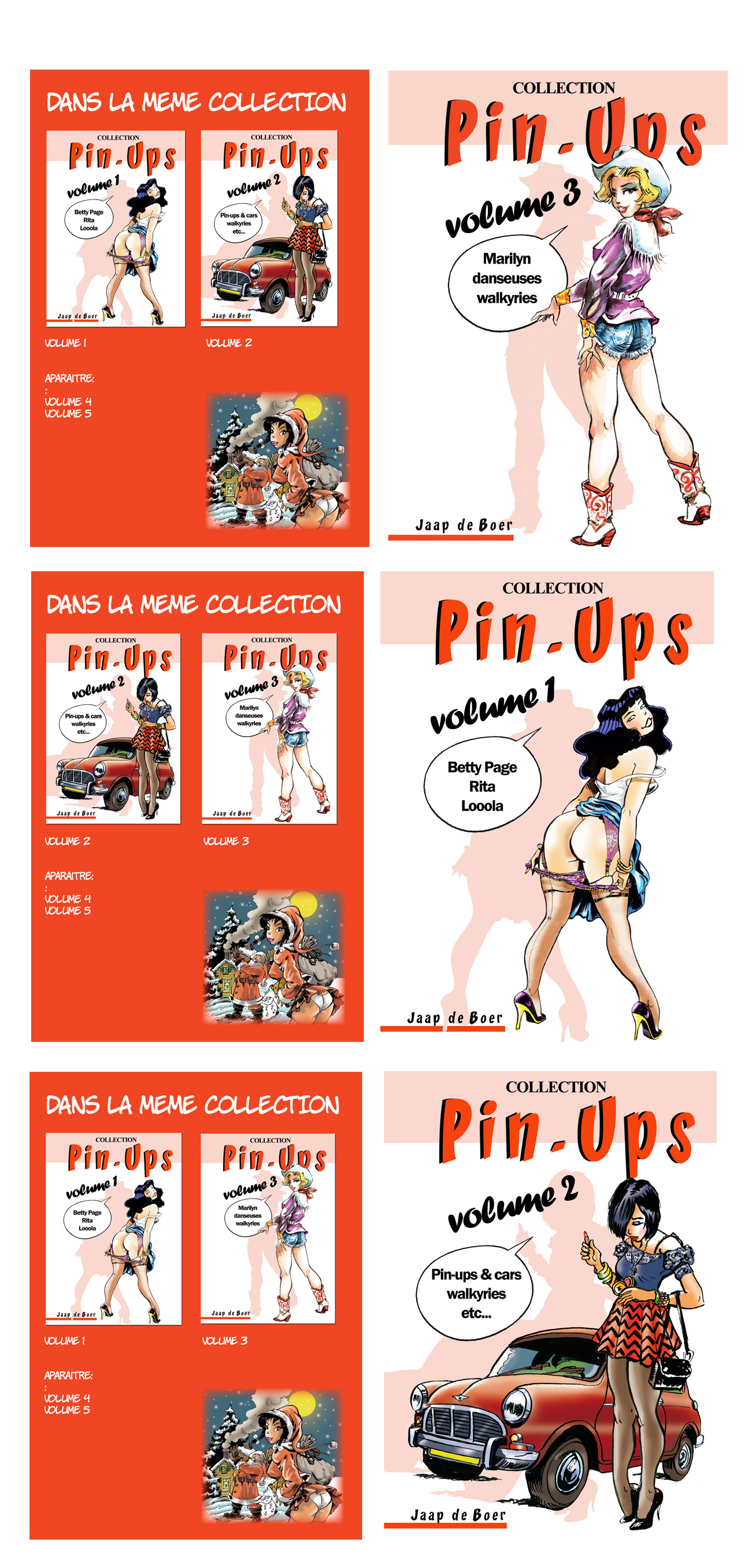
Les trois premiers volumes de la collection « pin ups »
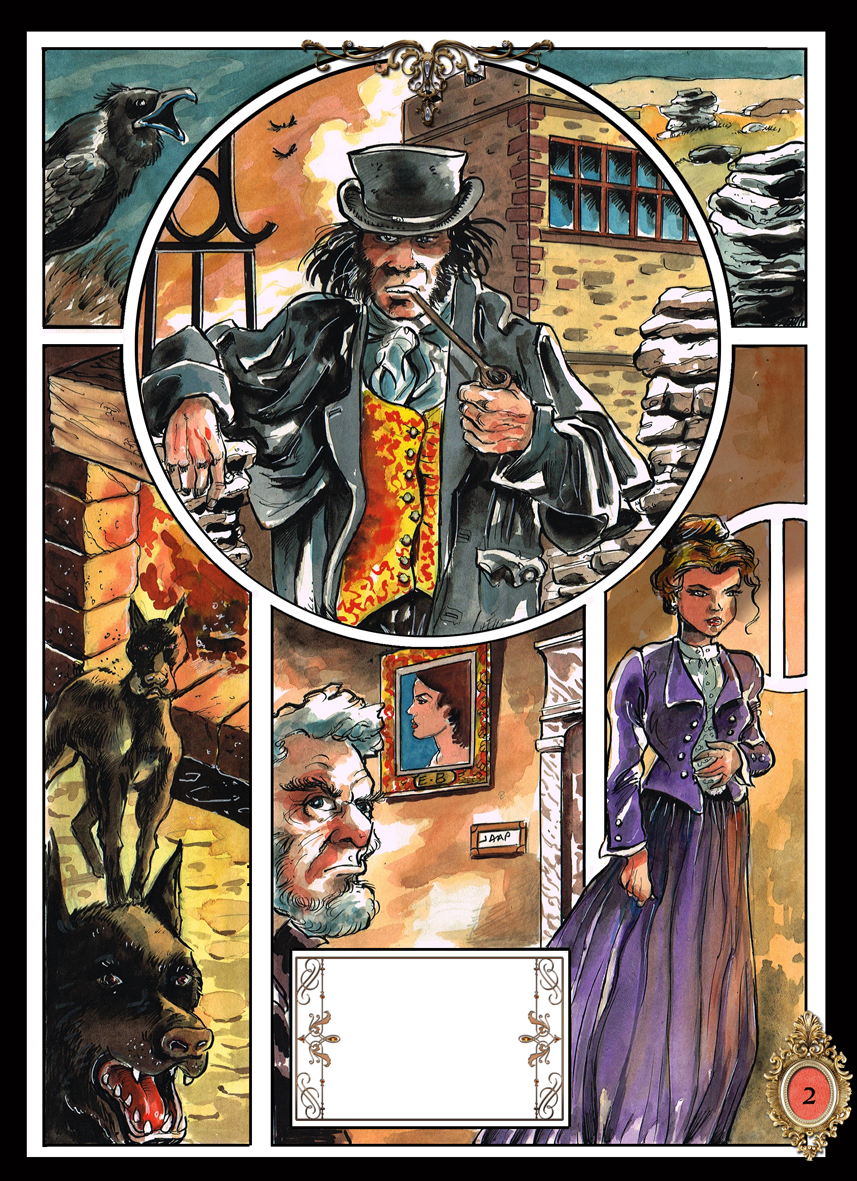
Les Hauts de Hurlevent, adaptation du roman éponyme d'Emily Brontë.
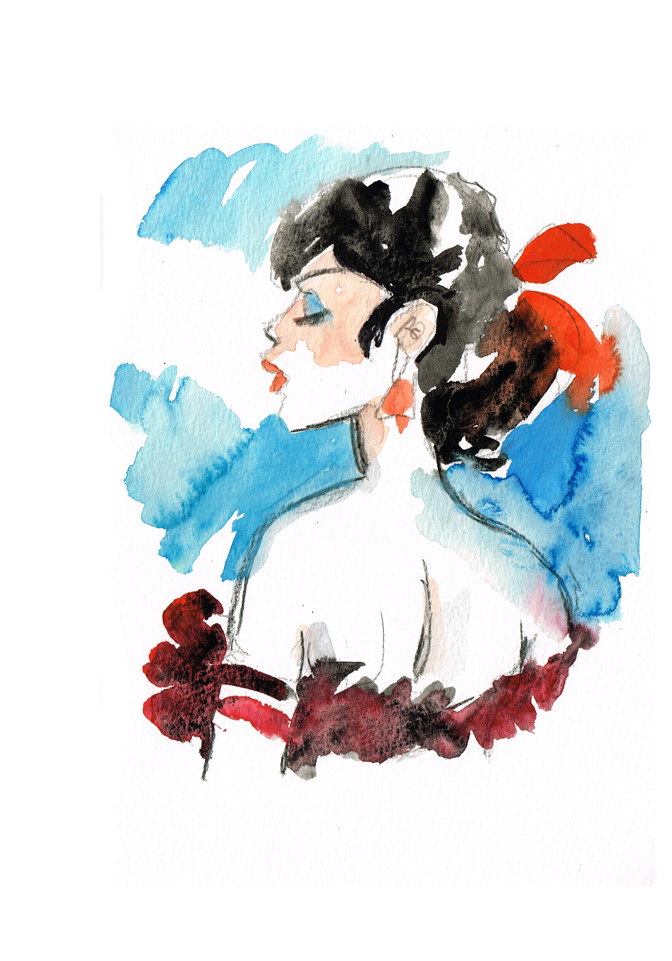
Aquarelle de Jaap de Boer, 2018